# Guarapari Airport
Guarapari Airport är en flygplats i Brasilien.   Den ligger i kommunen Guarapari och delstaten Espírito Santo, i den sydöstra delen av landet, 900 km sydost om huvudstaden Brasília. Guarapari Airport ligger 6 meter över havet.
Terrängen runt Guarapari Airport är platt åt sydost, men åt nordväst är den kuperad. Havet är nära Guarapari Airport åt sydost. Närmaste större samhälle är Guarapari, 1,2 km sydväst om Guarapari Airport.
Runt Guarapari Airport är det i huvudsak tätbebyggt.